# Булавкина, Ольга Александровна
Ольга Александровна Булавкина (7 августа 1972; Шемонаиха, Восточно-Казахстанская область, КазССР, СССР) — казахстанский политический деятель, депутат Сената Парламента Республики Казахстан от Восточно-Казахстанской области (с 13 августа 2020 года).

## Биография
Родился 7 августа 1972 года в Шемонаихинском районе Восточно-Казахстанской области.
В 1994 году окончила филологический факультет Восточно-Казахстанского государственного университета по специальности «учитель русского языка и литературы», в 2000 году экономический факультет по специальности финансист.
С 1993 по 1996 год — воспитатель детского сада №1 г. Усть-Каменогорск, ВКО;
С 1996 по 1998 год — экономист ОАО «Шығыс-Ет» г. Усть-Каменогорск, ВКО;
С 1998 по 1999 год — ревизор-бухгалтер АО «Усть-Каменогорский хлебокомбинат»;
С март по ноябрь 2000 год — экономист ТОО «Востокпромсантехмонтаж»;
С декабрь 2000 по октябрь 2001 год — глав.специалист «Фонд охраны окружающей среды»;
С 2002 по 2008 год — главный специалист ФХО «ГУ Аппарат акима Шемонаихинского района»;
С 2008 по 2012 год — начальник ФХО «ГУ Аппарат акима Шемонаихинского района»;
С 2012 по 2014 год — заместитель акима Шемонаихинского района ВКО;
С 2014 по 2016 год — заместитель председателя ВКО филиала партии «Нур-Отан»;
С 2016 по 2019 год — заместитель акима г. Усть-Каменогорска ВКО;
С январь 2019 по август 2020 год — аким Бородулихинского района ВКО;
13 августа 2020 года была избрана депутатом сената парламента Казахстана от Восточно-Казахстанской области.

## Награды
- 2015 — Медаль «20 лет Конституции Республики Казахстан»;
- 2020 — Медаль «25 лет Конституции Республики Казахстан»;
- 2021 — Медаль «30 лет независимости Республики Казахстан»;
- 2021 — Указом президента РК от 2 декабря награждёна орденом «Курмет»;[2][3]
- 2021 — Нагрудной значок «Ауыл шаруашылығы саласының үздігі» (Отличник сельского хозяйства);
- 2023 — Золотая медаль Межпарламентской Ассамблеи государств — участников Содружества Независимых Государств и Межгосударственной телерадиокомпании «Мир» «Древо дружбы» (16 ноября 2023 года, Межпарламентская ассамблея СНГ) — за выдающийся вклад в формирование информационного пространства Содружества Независимых Государств[4].